# Rhynchocyon cirnei shirensis
Rhynchocyon cirnei shirensis is een van de zes ondersoorten van het gevlekte slurfhondje (Rhynchocyon cirnei). 

## Kenmerken
Het is een relatief klein en donker dier, hoewel niet zo donker als sommige andere ondersoorten.

## Verspreiding
Deze ondersoort komt voor in Zuid-Malawi en nabijgelegen delen van Mozambique. De typelocatie is Mount Mlanje in Malawi. 